# Pierre Terriot
Pierre Terriot est né vers 1654 à Port-Royal, en Acadie, et est décédé le 21 mars 1725 à Rivière aux Canards. Il fut enterré le 22 mars 1725 à Saint-Charles-des-Mines, Grand-Pré.

## Biographie
Pierre s'installe à Saint-Joseph de Rivière-aux-Canards, dans Les Mines en 1671 à l'âge de 16 ans. Vers 1685, Pierre épousa Cécile Landry, la fille de René et Marie Bernard, Ils vécurent à Port-Royal.
En 1682, Pierre fonda une colonie sur la rivière Saint-Antoine, pas très loin de la colonie de Pierre Melanson à Grand-Pré. Il fournit du blé sans intérêt et logea beaucoup de colons pendant que leurs maisons étaient en construction.